# Bert Schneider (Filmproduzent)
Bert Schneider, geboren als Berton J. Schneider (* 5. Mai 1933 in New York City; † 12. Dezember 2011 in Los Angeles) war ein US-amerikanischer Filmproduzent.

## Leben und Wirken
Bert Schneider kam 1933 als mittlerer der drei Söhne von Ida und Abraham Schneider in New York zur Welt. Sein Vater war Präsident des Filmproduktionsunternehmens Columbia Pictures. Bert Schneider wuchs in New Rochelle im Westchester County auf. Er begann ein Studium an der Cornell University, wurde jedoch wegen Glücksspiel, Affären und schlechten Zensuren von der Universität verwiesen. Auch von der Army wurde Schneider, der häufig als rebellischer und Regeln brechender Charakter beschrieben wird, abgelehnt. 1953 begann er für Screen Gems zu arbeiten, eine auf Fernsehproduktionen spezialisierte Tochtergesellschaft von Columbia Pictures. Im Jahr darauf heiratete er Judy Feinberg, mit der er zwei Kinder bekam. 1964 zogen sie nach Los Angeles.
1965 verließ Schneider Screen Gems und gründete mit Bob Rafelson das Unternehmen Raybert Productions. Ihre erste Produktion war die Comedyserie Die Monkees, in deren Mittelpunkt die speziell dafür gegründete Band The Monkees stand. Die Fernsehserie wurde von Screen Gems gekauft und lief von 1966 bis 1968 auf NBC. Sie wurde mit zwei Emmys ausgezeichnet. Im Anschluss drehten Schneider und Rafelson mit der Band den Spielfilm Head, der aber floppte.
Nach ihrem gemeinsamen Auftritt in The Trip entwickelten Dennis Hopper und Peter Fonda die Idee zu dem Roadmovie Easy Rider. Für die Umsetzung wandten sie sich an Rafelson, der wiederum Schneider als Executive Producer hinzuzog. Schneider, der durch die Fernsehserie Die Monkees viel Geld eingenommen hatte, finanzierte den Film aus seinem Privatvermögen. Easy Rider spielte nach seinem Erscheinen 1969 ein Vielfaches davon wieder ein, wurde mehrfach ausgezeichnet und entwickelte sich zu einem Kultfilm, der den Weg für das New-Hollywood-Kino ebnete. Darüber hinaus bedeutete der Film den Durchbruch für Jack Nicholson, auf dessen Besetzung Schneider entgegen Hoppers ursprünglichen Absichten bestanden hatte.
Nach Easy Rider gründeten Schneider und Rafelson gemeinsam mit Stephen Blauner (1933–2015) das neue Produktionsunternehmen BBS Productions. Auch Schneiders jüngerer Bruder Harold stieg als Co-Produzent in das Unternehmen ein. Während seiner gesamten Produzentenkarriere arbeitete Schneider überwiegend mit einem kleinen Kreis aus Freunden und Bekannten zusammen. So waren Blauner und Henry Jaglom, mit dem er zwei Filme drehte, seit ihrer Kindheit mit Schneider befreundet. Rafelson wiederum war ein Nachbar von Dennis Hopper und Freund von Peter Davis.
In den Folgejahren war Schneider an weiteren bedeutenden New-Hollywood-Filmen beteiligt. Dazu zählt seine dritte Arbeit als Executive Producer, das Drama Five Easy Pieces (1970). Der Film wurde von Raferson inszeniert, war ein Erfolg an den Kinokassen und wurde unter anderem mit vier Oscar-Nominierungen und einem Golden Globe ausgezeichnet.
Im Jahr 1971 produzierte Schneider drei Filme, zwei davon waren Independent-Low-Budget-Produktionen: Nichelsons Regie-Debüt Drive, He Said sowie Henry Jagloms Drama Ein Zauberer an meiner Seite. Danach folgte mit dem preisgekrönten Film Die letzte Vorstellung von Peter Bogdanovich ein weiterer Höhepunkt der New-Hollywood-Bewegung.
In den 1970er Jahren wandte sich Schneider verstärkt politischen Aktivitäten zu. Er war bekennender Linker, kritisierte den Eintritt der USA in den Vietnamkrieg und hatte Umgang mit Aktivisten wie Huey Newton und Abbie Hoffman. Newton, dem in den USA eine Anklage wegen Mordes drohte, verhalf er 1974 zur Flucht nach Kuba.
1973 trennte sich Schneider von seiner Frau. Danach war er noch dreimal verheiratet.
1974 feierte der von Schneider produzierte Dokumentarfilm Hearts and Minds in Cannes Premiere. Er gehörte zu den wenigen US-amerikanischen Filmen jener Zeit, die sich kritisch mit dem Vietnamkrieg auseinandersetzten. Der Film war sehr umstritten und da Columbia Pictures die Distribution verweigerte, lief er in den USA verspätet und nur für kurze Zeit. Schneider sowie Regisseur und Co-Produzent Peter Davis wurden für Hearts and Minds mit einem Oscar ausgezeichnet. Bei der Oscarverleihung löste Schneider mit seiner Dankesrede einen Eklat aus, als er ein Glückwunschtelegramm des Leiters der an den Friedensverhandlungen in Paris teilnehmenden Vietcong-Delegation vorlas. Auf Veranlassung von Bob Hope trug daraufhin Frank Sinatra einen Text vor, laut dem sich die Academy of Motion Picture Arts and Sciences von den politischen Äußerungen distanzierte.
Danach produzierte Schneider einige Filme unabhängig von BBS Productions, zunächst einen Dokumentarfilm, der die Lebensgeschichte von Charlie Chaplin erzählt. 1977 arbeitete er als Executive Producer bei dem von Jaglom inszenierten Low-Budget-Filmdrama Tracks, in dem Dennis Hopper die Hauptrolle eines aus Vietnam zurückkehrenden Soldaten spielt. Im Jahr darauf produzierte Schneider gemeinsam mit seinem Bruder Harold Terrence Malicks preisgekrönten Film In der Glut des Südens.
Schneiders letzte Arbeit als Produzent war das Drama Broken English (1981), in dem Chaplins Witwe Oona ihren einzigen Auftritt als Schauspielerin hat. Der Film wurde jedoch nie veröffentlicht. Nach dieser Produktion zog sich Schneider, der mit seiner Drogenabhängigkeit kämpfte, aus dem Filmgeschäft zurück.
Schneider starb mit 78 Jahren nach langer Krankheit an einer Lungenentzündung.

## Auszeichnungen (Auswahl)
- 1967: Emmy in der Kategorie Outstanding Comedy Series für Die Monkees
- 1975: Oscar in der Kategorie Bester Dokumentarfilm für Hearts and Minds

## Filmografie
- 1966–1968: Die Monkees (The Monkees, Fernsehserie, 58 Folgen)
- 1968: Head
- 1969: Easy Rider
- 1970: Five Easy Pieces – Ein Mann sucht sich selbst (Five Easy Pieces)
- 1971: Drive, He Said
- 1971: Ein Zauberer an meiner Seite (A Safe Place)
- 1971: Die letzte Vorstellung (The Last Picture Show)
- 1974: Hearts and Minds (Dokumentarfilm)
- 1976: Charlie Chaplin – Die Geschichte meines Lebens (The Gentleman Tramp, Dokumentarfilm)
- 1977: Tracks
- 1978: In der Glut des Südens (Days of Heaven)
- 1981: Broken English